# Joan Isern i Solé
Joan Isern i Solé (Barcelona, 27 de maig de 1851 - Barcelona, 8 d'abril de 1890) va ser un actor de teatre català de l'últim terç del segle xix.
Va néixer al número 6 del carrer Sant Pau de Barcelona, fill del metge Josep Isern i Bosch i de la seva esposa, Carme Solé (o Soler). L'any 1887 va ser l'autor de l'arranjament per a l'escena catalana d'una joguina en un acte, amb el títol: Qui serà l'avi? estrenada al teatre Romea, la nit del 28 de febrer.
Va morir de tuberculosi el 8 d'abril de 1890.

## Trajectòria professional
- 1873, 16 de juliol. Rialles i ploralles de Francesc Ubach i Vinyeta. Estrenada al teatre Novetats de Barcelona (en el paper d'Albert.)
- 1879, 8 de maig. En el paper de Sigeric a l'obra Gal·la Placídia d'Àngel Guimerà. Estrenada al teatre Novetats de Barcelona.
- 1880, 9 de novembre. En el paper de Don Enric a l'obra El dir de la gent de Frederic Soler. Estrenada al teatre Romea de Barcelona.
- 1882, 7 de novembre. En el paper de Lluís a l'obra El timbal del Bruc de Frederic Soler. Estrenada al teatre Romea de Barcelona.
- 1884, 16 d'octubre. En el paper de Plàcid Nadal a l'obra El trinc de l'or de Frederic Soler. Estrenada al teatre Romea de Barcelona.
- 1885, 29 de gener. En el paper de Narcís, 30 anys a l'obra Sota terra de Frederic Soler. Estrenada al teatre Romea de Barcelona.
- 1886, 15 d'abril. En el paper d'Albert a l'obra El pubill de Frederic Soler. Estrenada al teatre Romea de Barcelona.
- 1886, 2 de maig. En el paper d'El rei a l'obra El rústic "Bertoldo" de Frederic Soler. Estrenada al teatre Romea de Barcelona.
- 1886, 21 de maig. En el paper de Lluís, 26 anys a l'obra El lliri d'aigua. Estrenada al teatre Romea de Barcelona.
- 1886, 7 d'octubre. En el paper de Celestí a l'obra L'hereuet de Frederic Soler. Estrenada al teatre Romea de Barcelona.
- 1886, 21 d'octubre. En el paper de Carreres a l'obres Un pis a l'Eixample de Josep Feliu i Codina. Estrenada al teatre Romea de Barcelona.
- 1887, 25 de gener. En el paper de Berenguer d'Abella a l'obra Batalla de reines de Frederic Soler. Estrenada al teatre Romea de Barcelona.
- 1887, 29 de novembre. La pena de mort, original de Josep Martí Folguera i Frederic Soler. Estrenada al teatre Romea de Barcelona. (en el paper d'El fiscal).
- 1888, 7 de febrer. En el paper de Ferran a l'obra Mar i cel d'Àngel Guimerà. Estrenada al teatre Romea de Barcelona.